# Амазилія-берил тобазька
Амази́лія-берил тобазька (Saucerottia tobaci) — вид серпокрильцеподібних птахів родини колібрієвих (Trochilidae). Мешкає у Венесуелі та на Тринідаді і Тобаго.

## Опис

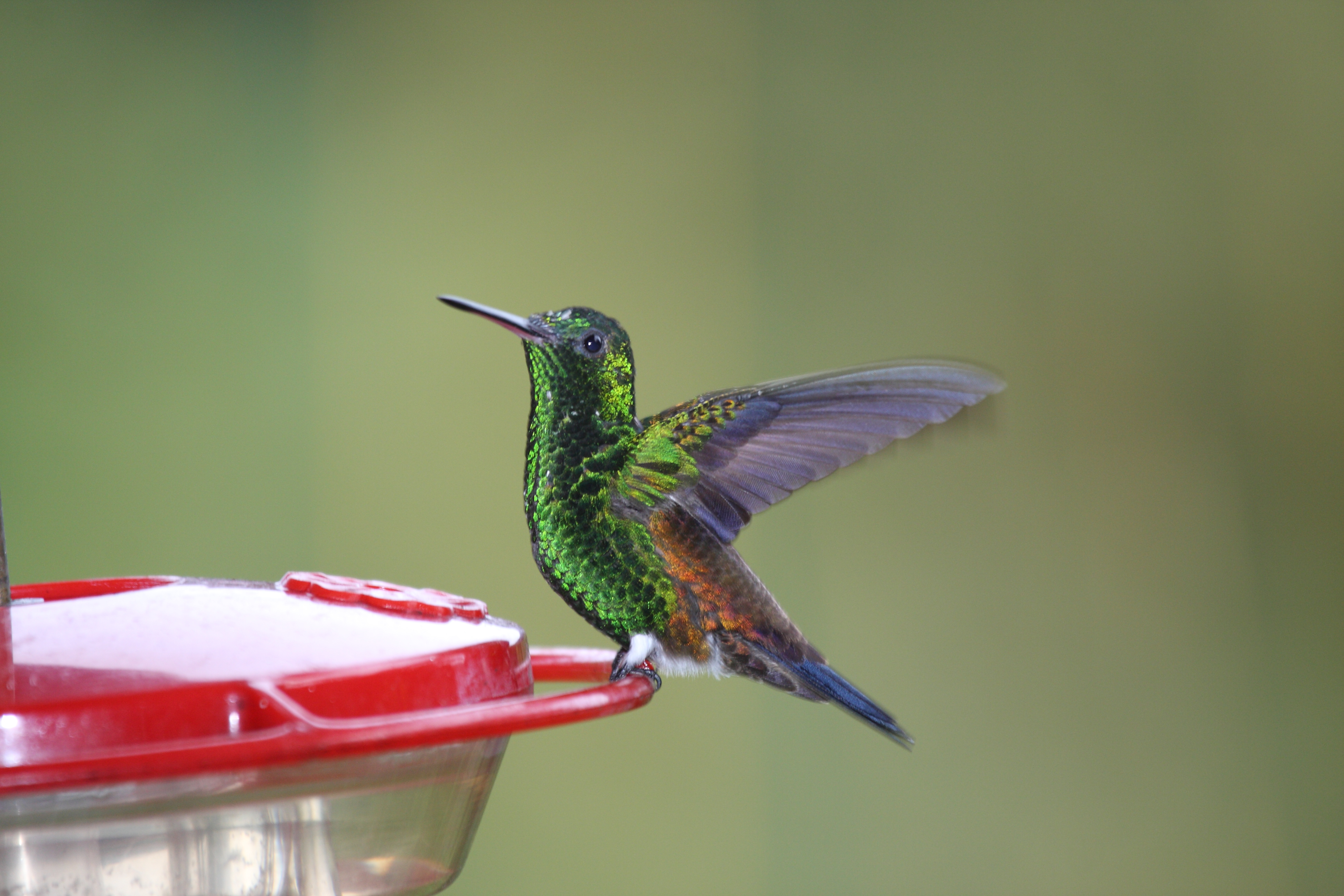
Тобазька амазилія-берил

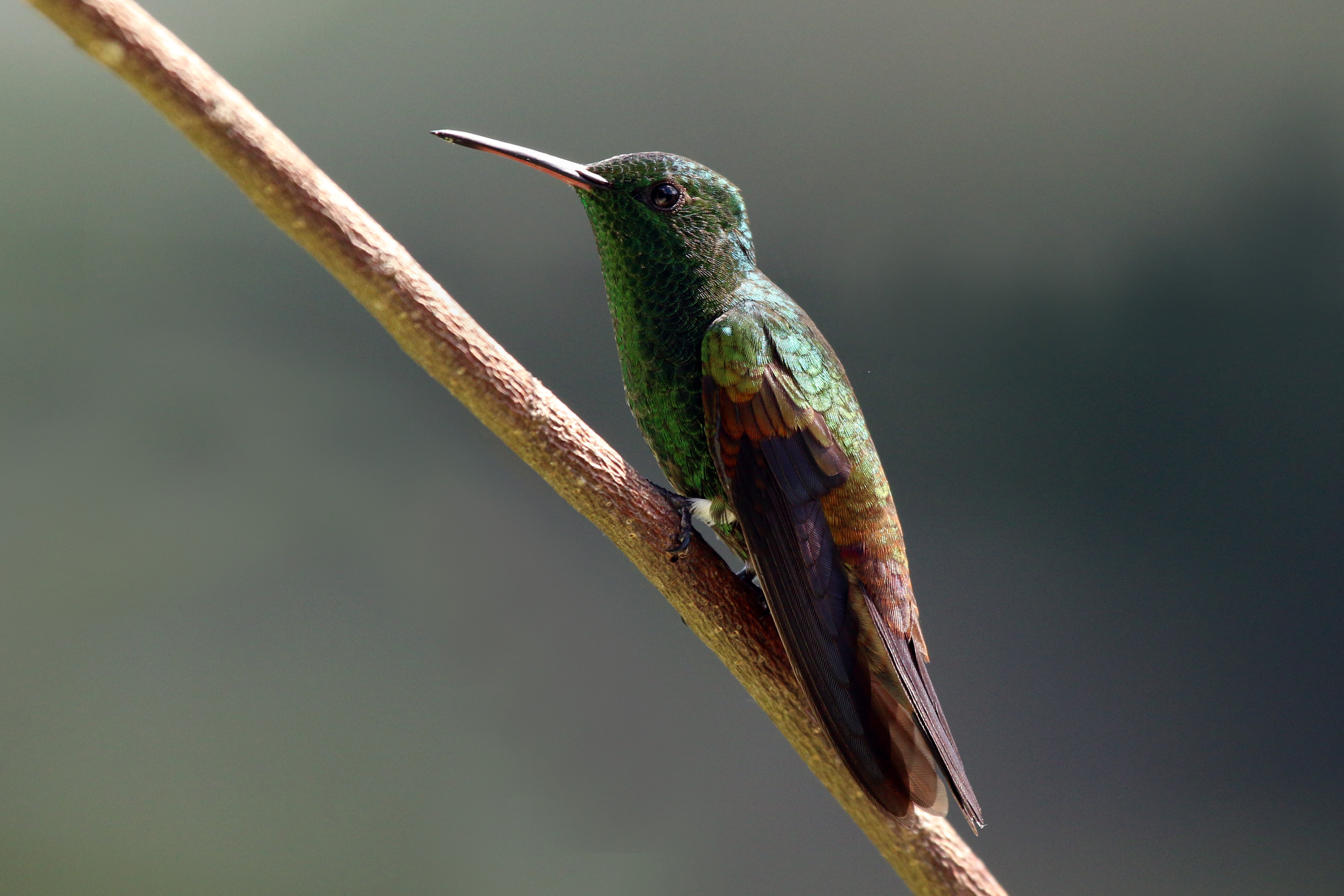
Тобазька амазилія-берил (підвид S. t. tobaci, острів Тобаго)

Довжина птаха становить 8,6—10 см, самці важать 4,7 г, самиці 3,5—4,2 г. Верхня частина тіла бронзово-зелена, нижня частина тіла темно-золотисто-зелена, блискуча. Надхвістя червонувато-фіолетове, гузка рудувато-коричнева. Хвіст роздвоєний, стернові пера фіолетово-чорні. Дзьоб прямий, завдовжки 18 мм, чорний, знизу рожевуватий з темним кінчиком.

## Підвиди
Виділяють сім підвидів:
- S. t. monticola Todd, 1913 — північно-західна Венесуела;
- S. t. feliciae (Lesson, R, 1840) — посушливе північне узбережжя Венесуели;
- S. t. caudata (Zimmer, JT & Phelps, 1949) — північно-східна Венесуела;
- S. t. aliciae (Richmond, 1895) — острів Маргарита;
- S. t. erythronotos (Lesson, R, 1829) — острів Тринідад;
- S. t. tobaci (Gmelin, JF, 1788) — острів Тобаго;
- S. t. caurensis Berlepsch & Hartert, E, 1902 — схід і південний схід Венесуели (басейн Ориноко і тепуї Гвіанського нагір'я).

## Поширення і екологія
Тобазькі амазилії-берили живуть у вологих і сухих тропічних лісах, в рідколіссях і чагарникових заростях, на плантаціях, в парках і садах. Зустрічаються на висоті до 2000 м над рівнем моря. Живляться нектаром квітів, а також комахами, яких ловлять у польоті. Вони дуже територіальні й агресивні птахи, домінують над іншими колібрі в місцях збору нектару і нападають на птахів, що залітають на їхню кормову територію. Розмножуються протягом усього року, за винятком вересня й жовтня, переважно з січня по березень. Гніздо чашоподібне, розміщується на дереві або в чагарниках, на висоті від 1 до 3 м над землею. В кладці 2 яйця, інкубаційний період триває 16—19 днів, пташенята покидають їх через 19—23 дні після вилуплення. За сезон може вилупитися 2—3 виводки.